# Mariano Parra León
Mariano Parra León est l'une des quatre paroisses civiles de la municipalité de Jesús Enrique Lossada dans l'État de Zulia au Venezuela. Sa capitale est Jobo Alto.